# Шутто, Джим
Джеймс Эрнест Шутто (англ. James Ernest Sciutto; род. 10 марта 1970) — американский журналист. С сентября 2013 года является главным корреспондентом телеканала CNN по вопросам национальной безопасности. В этой роли он проводит анализ различных тем, касающихся национальной безопасности Соединенных Штатов, включая внешнюю политику, вооруженные силы, терроризм и разведывательное сообщество. С 2011 по 2013 год занимал должность начальника штаба посла США Гэри Локка в посольстве США в Пекине. До своего назначения начальником штаба он был старшим иностранным корреспондентом ABC News в Лондоне, Великобритания. Он является автором нескольких книг, в том числе «Against Us».

## Ранний период жизни и карьера
Учился в школе Святого Игнатия Лойолы и школе Региса в Нью-Йорке, США. В 1992 году с отличием окончил Пирсон Колледж Йельского университета, где он изучал историю Китая. Начал свою карьеру на телевидении в качестве модератора и продюсера программы Public Broadcasting Service The Student Press, еженедельного ток-шоу по связям с общественностью, предназначенного для студентов колледжей. Шутто был корреспондентом Asia Business News в Гонконге и освещал возвращение Гонконга Китаю в 1997 году. Также освещал историю Китая, Монголии, Лаоса, Вьетнама, Сингапура и Южной Кореи. Присоединился к ABC News в 1998 году. Прежде чем переехать в Вашингтон работал в Чикаго.
Занимал должность начальника штаба и старшего советника посла США в Китае Гэри Локка в администрации Обамы.
В 2006 году женился на корреспондентке ABC News Глории Ривьере на римско-католической церемонии в Манхэттене.

## Работы
- Sciutto, Jim. Against Us: The New Face of America's Enemies in the Muslim World. — Random House, 2008-09-09. — ISBN 978-0307406897.
- Sciutto, Jim. The Shadow War: Inside Russia's and China's Secret Operations to Defeat America. — Harper, 2019-05-14. — ISBN 978-0062853646.
- Sciutto, Jim. The Madman Theory: Trump Takes On the World. — Harper, 2020-08-11. — ISBN 9780063005686.

## Награды
- Премия Эдварда Р. Марроу[англ.][10].
- Премия Джорджа Полка[11].
- Премия «Эмми» в 2004 и 2005 годах.
- Стипендиат Фулбрайта в Гонконге с 1993 по 1994 год[5].
- Избран членом Совета по международным отношениям в 2008 году[5].